# The Legend of Zelda: Four Swords Adventures
The Legend of Zelda: Four Swords Adventures (в Японії відома під назвою The Legend of Zelda: Four Swords+, яп. ゼ ル ダ の 伝 説 4 つ の 剣 +) — одинадцята частина серії ігор «The Legend of Zelda», орієнтована на багатокористувальницьку гру і розроблена компанією Nintendo для своєї ігрової приставки GameCube, проте повністю сумісна і з наступного консоллю компанії — Nintendo Wii.
Гра надійшла в продаж в Японії 18 березня 2004 року, влітку того ж року почалися її продажі в Америці. Європейська версія гри вийшла 7 січня 2005 року.
В якості ігрового контролера в Four Swords Adventures можна було використовувати портативну приставку Nintendo Game Boy Advance, спеціальний кабель входив в комплектацію гри для Америки і Європи.
Сюжет, як і в більшості ігор серії, розгортається навколо Лінка, який воює зі злом у вигаданому королівстві Хайрул.
Гра отримала позитивні відгуки критиків. За даними агрегатора Metacritic, її рейтинг становить 86/100.